# Sisačka sinagoga
Sisačka sinagoga je bivša sinagoga židovske zajednice u Sisku. Sisačka sinagoga je izgrađena 1880. godine. Tijekom Drugog svjetskog rata je bila opljačkana i devastirana. Rabin sinagoge Beno Heisz je ubijen 1943. godine tijekom Holokausta. U sinagogi je danas smještena glazbena škola Fran Lhotka. 